# マリオ・ランツィ
マリオ・ランツィ（Mario Lanzi、1914年10月10日 - 1980年2月21日）は、イタリアの陸上競技選手である。 彼は1936年ベルリンオリンピックの800メートル走で、銀メダルを獲得した。

## 経歴
母国のイタリアにおいては、ランツィは最強の走者でありライバル的存在はいなかった。彼は1936年のベルリンオリンピックに、イタリア代表として3種目に出場することになった。そのうち800メートル走では、予選を1分54秒1で通過して決勝に挑んだ。決勝ではアメリカ合衆国代表のジョン・ウッドラフが1分52秒9で優勝し、ランツィは1分53秒3で2位となって銀メダルを獲得した。
オリンピック以外の主な大会での成績では、1934年の第1回ヨーロッパ陸上競技選手権大会800メートル走で2位、1938年の第2回ヨーロッパ陸上競技選手権大会800メートル走でドイツのルドルフ・ハルビッヒなどに負けて3位となった。彼は中距離走の部類に入る800メートル走で、短距離走者のようなスタートダッシュを見せて対戦相手を混乱させる走法で名高い選手だった。
現役引退後はイタリアのスキーオでコーチ業を務め、その地で死去した。

## オリンピックでの成績
| 年   | 大会                 | 場所               | 種目                | 結果              | 記録     |
| ---- | -------------------- | ------------------ | ------------------- | ----------------- | -------- |
| 1936 | ベルリンオリンピック | ベルリン（ドイツ） | 400メートル走       | 準決勝敗退（4位） | 48秒2    |
| 1936 | ベルリンオリンピック | ベルリン（ドイツ） | 800メートル走       | 2位               | 1分53秒3 |
| 1936 | ベルリンオリンピック | ベルリン（ドイツ） | 400メートルリレー走 | 予選敗退（3位）   | 3分16秒6 |